# Пјетра (Ређо ди Калабрија)
Пјетра је насеље у Италији у округу Ређо ди Калабрија, региону Калабрија.
Према процени из 2011. у насељу је живело 120 становника. Насеље се налази на надморској висини од 684 м.